# Grande Prêmio do Júri (Festival de Veneza)

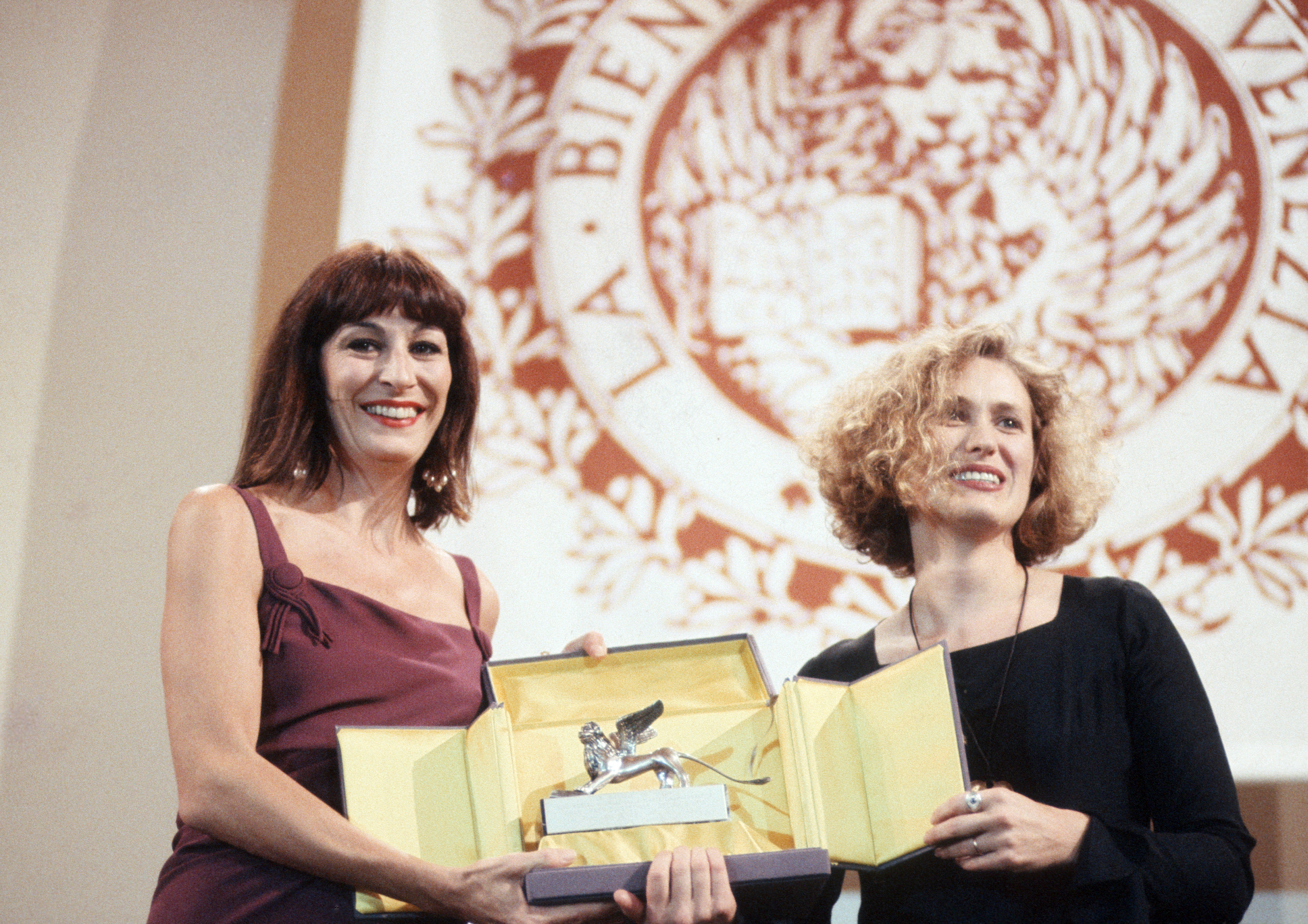
Jane Campion recebendo o prêmio de Anjelica Huston pelo filme An Angel at My Table, 1990.

O Grande Prêmio do Júri (Festival de Veneza) é um prêmio concedido pelo Festival Internacional de Cinema de Veneza ao segundo filme de maior destaque do evento. É considerado o segundo prêmio mais importante, logo abaixo do prêmio principal, o Leão de Ouro.

## Nome
Desde 2016, o nome oficial do prêmio é simplesmente Grande Prêmio do Júri , mas teve vários outros nomes desde sua criação em 1951: Prêmio Especial do Júri (concedido de 1951 a 1982; e de 2006 a 2012); e Grande Prêmio Especial do Júri (concedido de 1983 a 2005; e de 2013 a 2015).

## Vencedores
| Ano       | Filme                               | Diretor                 | Nacionalidade   |
| --------- | ----------------------------------- | ----------------------- | --------------- |
| 1951      | A Streetcar Named Desire            | Elia Kazan              | Estados Unidos  |
| 1952      | Mandy                               | Alexander Mackendrick   | Reino Unido     |
| 1953      | Não houve premiação                 | —                       | —               |
| 1954      | Executive Suite *                   | Robert Wise             | Estados Unidos  |
| 1955–1957 | Não houve premiação                 | —                       | —               |
| 1958      | The Lovers                          | Louis Malle             | França          |
| 1958      | La Sfida                            | Francesco Rosi          | Itália          |
| 1959      | The Magician                        | Ingmar Bergman          | Suécia          |
| 1960      | Rocco and His Brothers              | Luchino Visconti        | Itália          |
| 1961      | Peace to Him Who Enters             | Aleksandr Alov          | União Soviética |
| 1961      | Peace to Him Who Enters             | Vladimir Naumov         | União Soviética |
| 1962      | Vivre sa Vie                        | Jean-Luc Godard         | França          |
| 1963      | The Fire Within                     | Louis Malle             | França          |
| 1963      | Introduction to Life                | Igor Talankin           | União Soviética |
| 1964      | The Gospel According to St. Matthew | Pier Paolo Pasolini     | Itália          |
| 1964      | Hamlet                              | Grigori Kozintsev       | União Soviética |
| 1965      | Simon of the Desert                 | Luis Buñuel             | México          |
| 1965      | I Am Twenty                         | Marlen Khutsiev         | União Soviética |
| 1965      | Modiga mindre män                   | Leif Krantz             | Suécia          |
| 1966      | Chappaqua                           | Conrad Rooks            | Estados Unidos  |
| 1966      | Yesterday Girl                      | Alexander Kluge         | Alemanha        |
| 1967      | China is Near                       | Marco Bellocchio        | Itália          |
| 1967      | La Chinoise                         | Jean-Luc Godard         | França          |
| 1968      | Our Lady of the Turks               | Carmelo Bene            | Itália          |
| 1968      | Le Socrate'                         | Robert Lapoujade        | França          |
| 1969–1980 | Não houve premiação                 | —                       | —               |
| 1981      | Sogni d’Oro                         | Nanni Moretti           | Itália          |
| 1981      | Eles Não Usam Black Tie             | Gianfeancesco Guarnieri | Brasil          |
| 1982      | Imperativ                           | Krzysztof Zanussi       | Polónia         |
| 1983      | Biguefarre                          | Georges Rouquier        | França          |
| 1984      | Le Favoris de la Lune               | Otar Iosseliani         | Geórgia         |
| 1985      | Tangos, El Exilio de Gardel         | Fernando E. Solanas     | Argentina       |
| 1986      | Wild Pigeon                         | Sergei Solovyov         | União Soviética |
| 1986      | Storia d'Amore                      | Francesco Maselli       | Itália          |
| 1987      | Hip Hip Hurrah!                     | Kjell Grede             | Suécia          |
| 1988      | Camp de Thiaroye                    | Sembène Ousmane         | Senegal         |
| 1988      | Camp de Thiaroye                    | Thierno Faty Sow        | Senegal         |
| 1989      | Et la Lumière Fut                   | Otar Iosseliani         | Geórgia         |
| 1990      | An Angel at My Table                | Jane Campion            | Nova Zelândia   |
| 1991      | A Divina Comédia                    | Manoel de Oliveira      | Portugal        |
| 1992      | Morte di un Matematico Napoletano   | Mario Martone           | Itália          |
| 1993      | Bad Boy Bubby                       | Rolf De Heer            | Austrália       |
| 1994      | Natural Born Killers                | Oliver Stone            | Estados Unidos  |
| 1995      | A Comédia de Deus                   | João César Monteiro     | Portugal        |
| 1995      | L'Uomo delle Stelle                 | Giuseppe Tornatore      | Itália          |
| 1996      | Brigands                            | Otar Iosseliani         | Geórgia         |
| 1997      | Ovosodo                             | Paolo Virzì             | Itália          |
| 1998      | Terminus Paradis                    | Lucian Pintilie         | Roménia         |
| 1999      | The Wind Will Carry Us              | Abbas Kiarostami        | Irão            |
| 2000      | Before Night Falls                  | Julian Schnabel         | Estados Unidos  |
| 2001      | Dog Days                            | Ulrich Seidl            | Áustria         |
| 2002      | House of Fools                      | Andrei Konchalovsky     | Rússia          |
| 2003      | The Kite                            | Randa Chahal            | Líbano          |
| 2004      | Mar adentro                         | Alejandro Amenábar      | Espanha         |
| 2005      | Mary                                | Abel Ferrara            | Estados Unidos  |
| 2006      | Daratt                              | Mahamat Saleh Haroun    | Chad            |
| 2007      | I'm Not There                       | Todd Haynes             | Estados Unidos  |
| 2007      | The Secret of the Grain             | Abdellatif Kechiche     | França          |
| 2008      | Teza                                | Haile Gerima            | Etiópia         |
| 2009      | Soul Kitchen                        | Fatih Akın              | Alemanha        |
| 2010      | Essential Killing                   | Jerzy Skolimowski       | Polónia         |
| 2011      | Terraferma                          | Emanuele Crialese       | Itália          |
| 2012      | Paradise: Faith                     | Ulrich Seidl            | Áustria         |
| 2013      | Stray Dogs                          | Tsai Ming-liang         | Taiwan          |
| 2014      | The Look of Silence                 | Joshua Oppenheimer      | Dinamarca       |
| 2015      | Anomalisa                           | Charlie Kaufman         | Estados Unidos  |
| 2016      | Nocturnal Animals                   | Tom Ford                | Estados Unidos  |
| 2017      | Foxtrot                             | Samuel Maoz             | Israel          |
| 2018      | The Favourite                       | Yorgos Lanthimos        | Reino Unido     |
| 2019      | J'accuse                            | Roman Polanski          | França          |
| 2020      | New Order                           | Michel Franco           | França México   |
| 2021      | È stata la mano di Dio              | Paolo Sorrentino        | Itália          |

- Prêmio Especial foi concedido ao elenco principal do filme.